# Nikolai Kruglov (biatlonist, n. 1981)
Nikolai Kruglov (n. 8 aprilie 1981, Gorki, RSFS Rusă, URSS) este un biatlonist ce a reprezentat Rusia, medaliat olimpic. A participat la 2 ediții ale Jocurilor Olimpice (2006, 2010) în care a câștigat o medalie de argint.